# Jagst
De Jagst is een rivier in het noorden van de Duitse deelstaat Baden-Württemberg. Het is met haar 190 km, de langste zijrivier van de Neckar.
Het dal van de Jagst, en in het bijzonder de middenloop, geldt als landschappelijk waardevol. De rivier is, minder dan bij waterlopen van vergelijkbare grootte, door rechttrekkingen, verbredingen of waterbeheersingswerken gewijzigd. De rijkdom aan planten, dieren en biotopen en de relatief geringe bebouwing en verkeerswegen verlenen de Jagst en haar dal een grote natuurwaarde. De kleine stadjes, die vaak hun middeleeuws karakter hebben bewaard, de burchten en kastelen boven het dal en de lokaal talrijke molens langs de rivier drukken hun stempel op het dal.

## Loop

### Bron

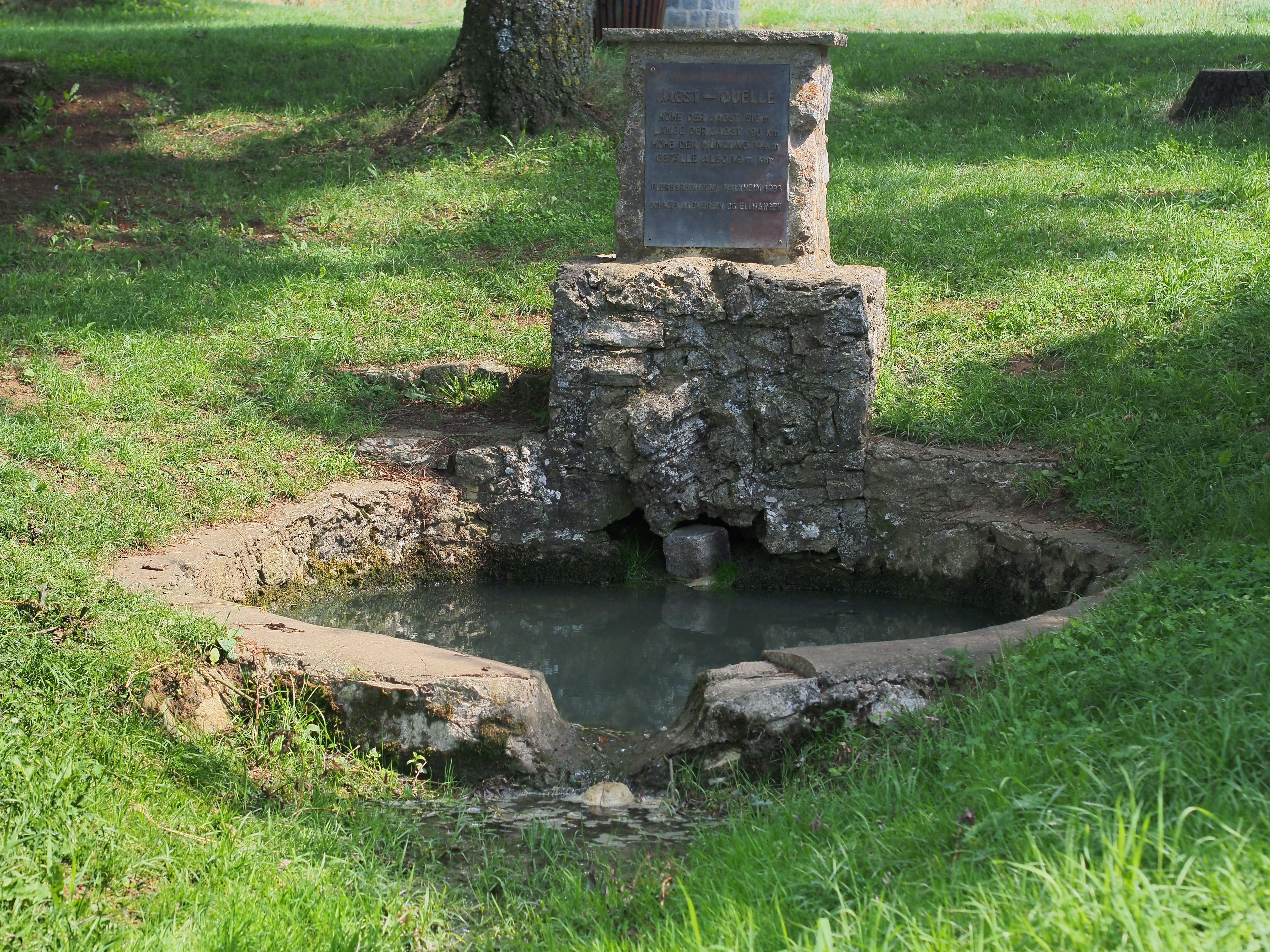
Jagstbron

De bronnen van de Jagst bevinden zich in het grensgebied tussen de Schwäbische Alb en de Frankenhöhe in het vrij vlakke noordelijke Albvoorland. De officiële bron ligt op 518 m hoogte in een open landbouwlandschap, zo'n 600 m ten zuidwesten van Walxheim, gemeente Unterschneidheimen op enkele honderden meter van de Europese waterscheiding. Het is een eenvoudig stenen bekken met enkele bomen erbij. Er stroomt maar weinig uit en het kan in droge periodes zelfs volledig uitdrogen. Een paar meter lager ligt een vijver die evenwel ook maar een tijdelijk en heel gering debiet aan overloop heeft. Even verder mondt de Stockholzergraben erin uit, een 2 km lang beekje dat ook droog kan staan. Zo begint de Jagst als een dun streepje water aan haar weg naar de Neckar en zo verder naar Rijn en Noordzee

### Bovenloop

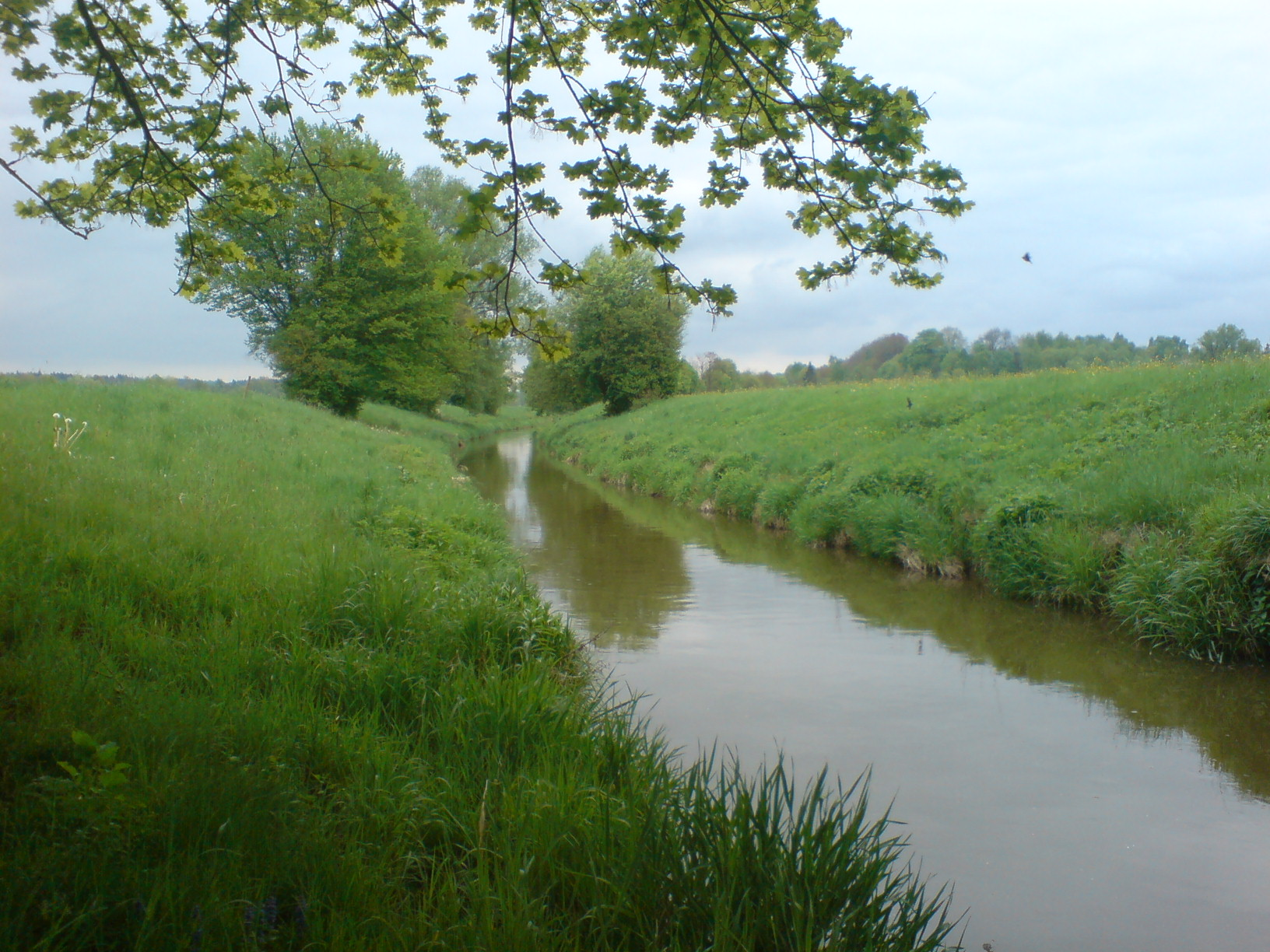
Jagst voor Ellwangen

Op enkele kilometer van de bron, bij de Stockmühle, wordt de Jagst al afgedamd. Het daar ontstane meertje is als natuurgebied beschermd. Na een tiental km in zuidwestelijke richting gestroomd te hebben, bereikt zij Lauchheim aan de voet van de Schwäbische Alb. Door de aanvoer uit de Fuchsmühlenweiler stijgt het debiet duidelijk en buigt de waterloop geleidelijk naar het noordwesten af, richting die zij tot aan de helft van de loop zal aanhouden. Voorbij Westhausen werd een bufferbekken, Hochwasserrückhaltebecken Buch genaamd, aangelegd dat een wateroppervlakte van 30 ha heeft. Op deze plaats komt de bedding het dichtst bij die van de Kocher (4,3 km). Na de samenvloeiing met de krachtige Röhlinger Sechta, waardoor het stroomgebied vanaf dit punt verdubbelt, wordt de Jagst een rivier die naam waardig. Even verder bereikt zij Ellwangen, de tweede grootste stad op haar oevers en stroomt vervolgens het bosrijke Virngrund in. Talrijke kleine zijriviertjes, waaronder de Rechenberger Rot en de Orrot, vervoegen hier de Jagst.
Het dal is in de bovenloop meestal breder en minder steil dan in de midden- en benedenloop, en ook het verval is beperkter. Daardoor ontstonden grote meanders, hoewel die vaak terug rechtgetrokken werden. Vervolgens bereikt de Jagst Crailsheim, de grootste stad op zijn oevers.

### Middenloop

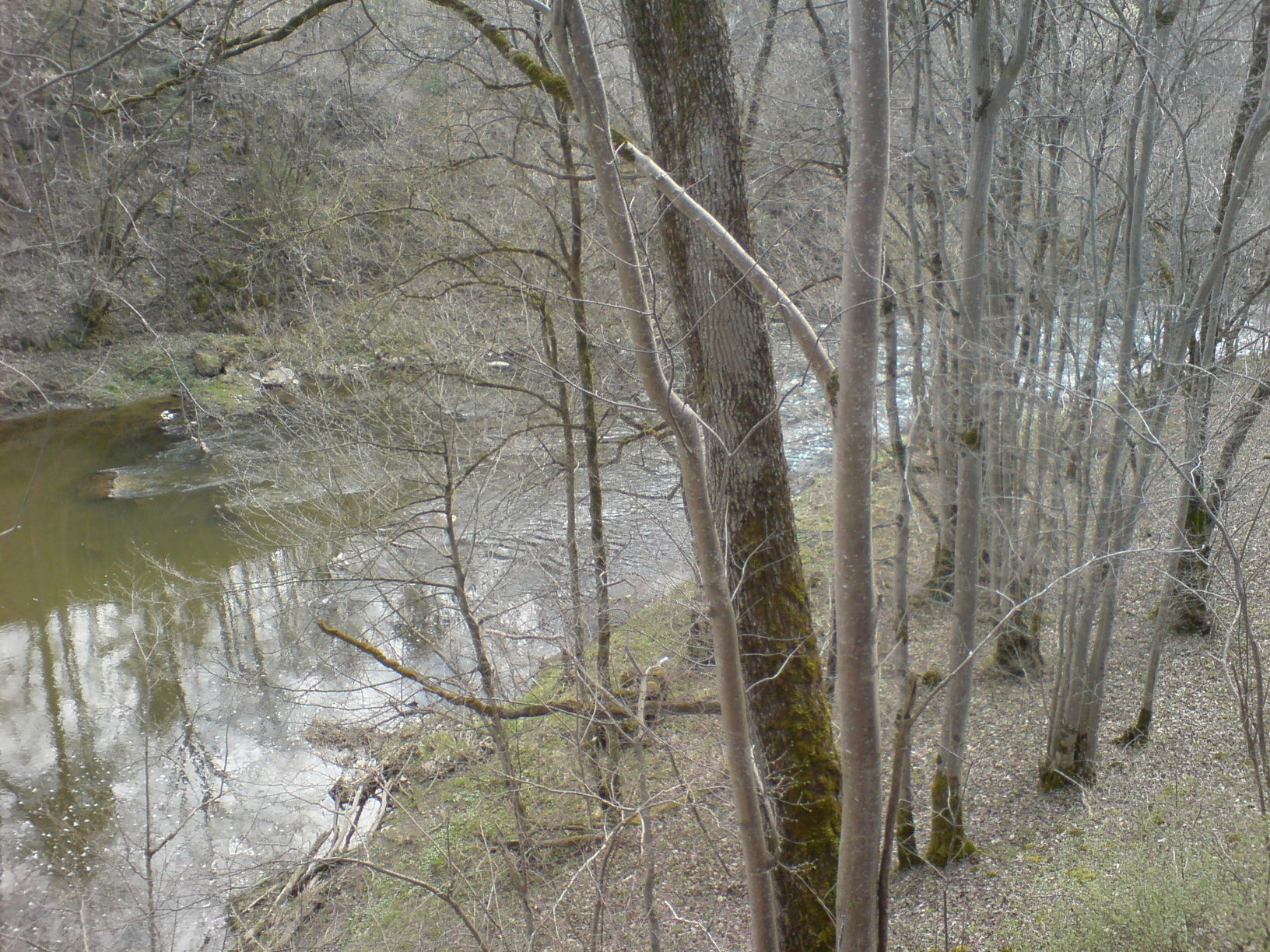
Jagst bij de Kernmühle

Voorbij Crailsheim bereikt de Jagst het Hohenloher Plateau. Vanaf hier verandert het dal ingrijpend. De rivier graaft zich diep in het plateau in en vormt bizarre meanders. De lengte wordt zo tot het dubbel van de afstand in vogelvlucht. Er ligt geen weg in het dal en voor dorpen is het dal te smal. De stootoevers zijn vaak steil en rotsig. Er zijn kilometerlange stroomversnellingen. Er is enkel plaats voor molens die via een steile weg vanaf het plateau bereikbaar zijn. Er waren er heel wat omdat het verval in deze zone voldoende hoog is. De meeste molens zijn evenwel buiten gebruik en van sommige zijn enkel nog wat muurresten over.
Vanaf Lobenhausen komen er weer bredere dalgedeelten met landbouwmogelijkheid en kleine dorpen. De meanders blijven grillig. Bij Lobenhausen, Mistlau en Kirchberg an der Jagst heeft de rivier bochten doorbroken waarbij merkwaardige omloopbergen zijn achtergebleven. Voorbij Kirchberg wordt het verloop minder spectaculair maar weer smaller. Pas vanaf Hessenau loopt er een weg in het dal.
Bij Elpershofen mondt de Brettach, de op een na langste zijrivier, uit. We zijn nu 102 km van de monding, het gemiddeld debiet is hier 8,8 m³ per seconde. Nu wordt de vallei lieflijker met bredere zichten en weiden langs de rivier, die nu ook een veel kleiner verval heeft.
De Jagst bereikt Langenburg met zijn kasteel dat op een richel uittorent boven het dal dat zo'n 150 m diep is. Ook verder stroomt zij door zeer landelijk gebied met een gevarieerd landschap. Vanaf Eberbach kan men steenwalletjes zien, getuigen van vroegere wijnbouw.
Voorbij Hohebach, waar een bezienswaardige vierbogige stenen brug de rivier overspant, stroomt de rivier langs de kapel van St. Wendel zum Stein. Hier, zo'n 73 km van de monding, bedraagt het gemiddeld debiet al 11,3 m³ per seconde. De loop draait nu in een grote boog naar het westen, en verder naar het westzuidwesten af en bereikt Dörzbach.

### Benedenloop

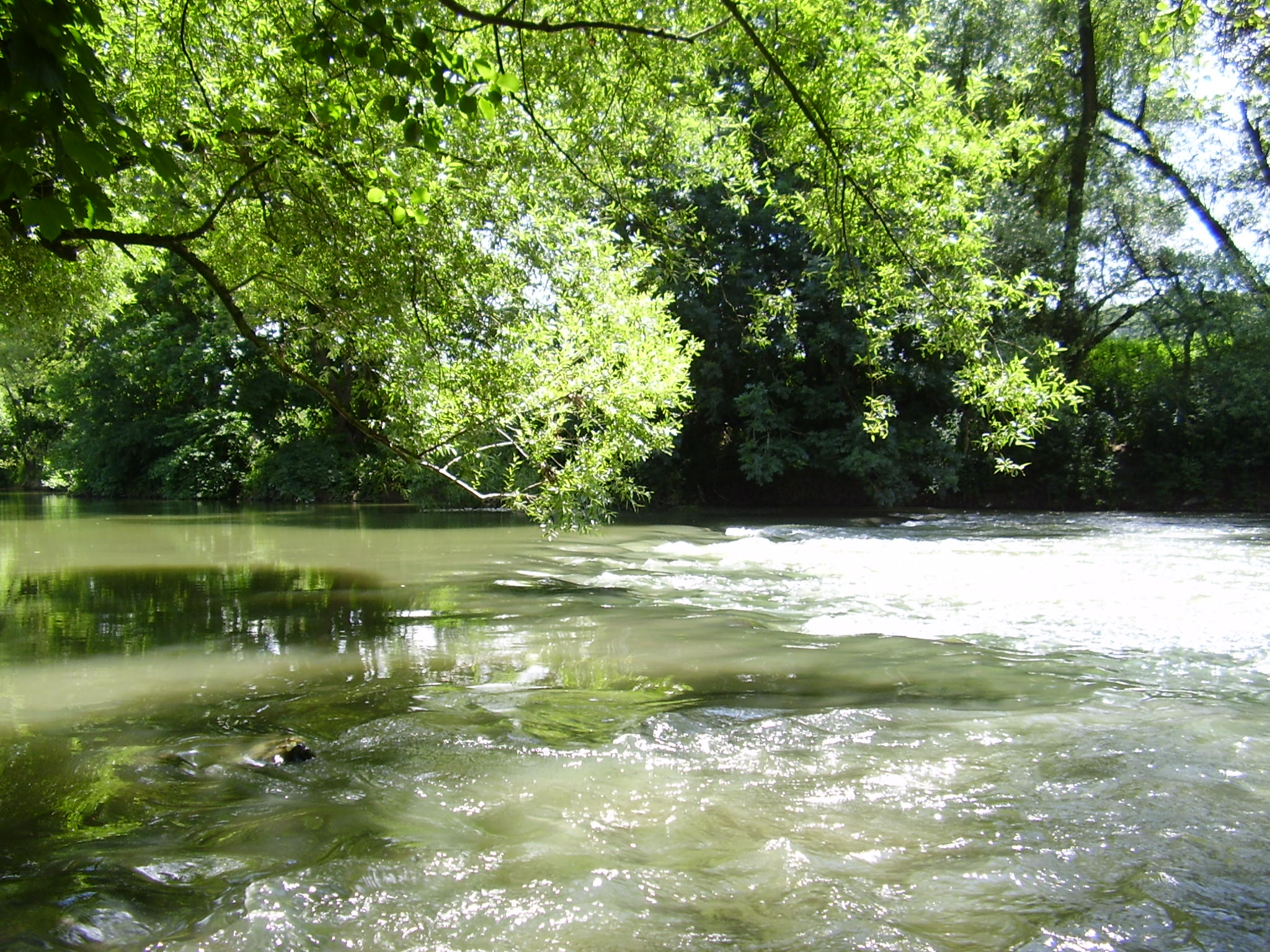
Brede stroomversnellingen bij Untergriesheim.

Tussen Dörzbach en Westernhausen is het dal opvallend breed, en overheerst de wijnbouw op de zongerichte hellingen. Inmiddels zijn wel veel wijngaarden opgegeven. Het stroomgebied strekt zich van hieruit ver naar het noorden. Tussen Klepsau en Krautheim bereikt de Jagst zelf haar noordelijkste punt, want van hieraf gaat de loop in zuidwestelijke richting verder. Ook bij Krautheim bevindt zich op de helling een natuurlijk curiosum de Wachsende Bach (groeiende beek). De kleine beek ontspringt op de tufsteenhelling en lijkt door afgestorven en verkalkte mosresten als op een muur hoger te worden.
Bij Marlach heeft de op het zuiden liggende valleikant een rotswand met uitzonderlijke plantengroei. Hier mondt ook de Sindelbach, de belangrijkste linkerzijrivier uit.
Kort na de monding van de Erlenbach bij Bieringen passeert de Jagst het domein van de voormalige cisterciënzerabdij van Kloster Schöntal en in Jagsthausen de Burg Jagsthausen. Na de dam van Ruchsen mondt de Hergstbach uit, die ondanks een groot stroomgebied toch een relatief gering debiet heeft.
Ten slotte stroomt de Jagst door de stad Möckmühl, waar ook de  monding van het belangrijkste zijriviertje, de Seckach ligt. Vanaf hier worden de bochten wijder en het dal breder. Een deel van de Frankenbahn volgt hier het dal. Daarna komen nog het middeleeuwse stadje Neudenau en Untergriesheim, gemeente Bad Friedrichshall, waar 5 km voor de monding een gemiddeld debiet van 18,6 m³ per seconde wordt gemeten. Tegenover het Klooster Wimpfen im Tal met in de hoogte het silhouet van de oude rijksstad Bad Wimpfen stroomt de Jagst in de Neckar.

## Zijrivieren
De Jagst heeft uitsluitend kleine zijriviertjes. De grootste is de 29 km lange Seckach, waarvan de monding bij Möckmühl ligt.

## Plaatsen aan de Jagst
De Jagst stroomt hoofdzakelijk door landelijk gebied, dat -voor deze deelstaat- zeer dunbevolkt is. Zij stroomt door of langs volgende gemeenten: Unterschneidheim, Westhausen, Lauchheim, Rainau, Ellwangen, Jagstzell, Stimpfach, Frankenhardt, Crailsheim, Satteldorf, Kirchberg, Ilshofen, Gerabronn, Langenburg, Mulfingen, Dörzbach, Krautheim, Schöntal, Jagsthausen,  Widdern, Möckmühl, Neudenau, Bad Friedrichshall, Gundelsheim, Offenau, Bad Wimpfen.
- Gemeinsame Normdatei: 4027981-9
- Virtual International Authority File: 238340899